# Mont-Saint-Père

Mont-Saint-Père este o comună în departamentul Aisne din nordul Franței. În 1 ianuarie 2022 avea o populație de 689 de locuitori.

## Personalități născute aici
- Jean Lhermitte (1877 - 1959), medic neurolog și psihiatru.